# امبرائر ئی‌ام‌بی ۲۰۲ ایپانما
امبرائر ئی‌ام‌بی ۲۰۲ ایپانما (به انگلیسی: Embraer EMB 202 Ipanema) یک هواپیمای ساختِ امبرائر در کشور برزیل است که در سال ۱۹۶۹ ساخته شد. این هواپیما در ۱۹۷۰ میلادی نخستین پرواز خود را انجام داد.